# Ладик, Олег
Олег Ладик (укр. Олег Ладік; 18 сентября 1971, Киев, СССР) — советский и канадский борец вольного стиля, обладатель Кубка мира, участник Олимпийских игр 1996 года в Атланте.

## Биография
В июле 1988 года одержал победу на чемпионате мира среди юниоров в австрийском Вольфурте. В июле 1989 года в турецкой Бурсе одержал победу на чемпионате Европы среди юниоров. В октябре 1989 года в Улан-Баторе стал серебряным призёром молодёжного чемпионата мира. В 1991 году стал обладателем Кубка мира среди молодёжи. В июне 1990 года в Улан-Удэ в схватке за 3 место одолел Аравата Сабеева и стал бронзовым призёром чемпионата СССР.  В 1991 году завоевал бронзовую медаль молодёжного чемпионата мира. С 1993 года выступает за Канаду, тренировался под руководством Виктора Зильбермана. В апреле 1993 года в американской Чаттануге в личном зачёте стал обладателем Кубка мира, а в команде завоевал бронзовую медаль. В июле 1994 года в Париже стал победителем Франкофонских игр. В июле 1996 года Олимпийских играх в Атланте в весовой категории да 100 кг. в первой схватке на стадии 1/16 финала одолел албанца Шкелкима Троплини, затем в 1/8 финала уступил поляку Мареку Гармулевичу, в первой утешительной схватке одержал победу над россиянином Лери Хабеловым, затем уступил Сагиду Муртузалиеву, который представлял Украину, в борьбе за 7 место вновь уступил Сагиду Муртузалиеву.

## Спортивные результаты
- Чемпионат мира по борьбе среди юниоров 1988 — ;
- Чемпионат Европы по борьбе среди юниоров 1989 — ;
- Чемпионат мира по борьбе среди молодёжи 1989 — ;
- Кубок мира по борьбе среди молодёжи 1990 — ;
- Чемпионат СССР по вольной борьбе 1990 — ;
- Чемпионат мира по борьбе среди молодёжи 1991 — ;
- Кубок мира по борьбе 1993 — ;
- Кубок мира по борьбе 1993 (команда) — ;
- Франкофонские игры 1994 — ;
- Олимпийские игры 1996 — 8;